# Зорянка
Зоря́нка — село в Україні, у Барашівській сільській територіальній громаді Звягельського району Житомирської області. Населення становить 50 осіб (2001).

## Населення

### Мова
Розподіл населення за рідною мовою за даними перепису 2001 року:
| Мова       | Відсоток |
| ---------- | -------- |
| українська | 100 %    |

## Історія
Колишня назва — Боголюбівка, колонія. У 1906 році колонія Емільчинської волості Новоград-Волинського повіту Волинської губернії. Відстань від повітового міста 65 версти, від волості 23. Дворів 95, мешканців 496.
У 1926—54 роках — адміністративний центр Боголюбівської сільської ради Ємільчинського району Житомирської області.
За повідомлення місцевих ЗМІ, у 2015 році помер останній мешканець села. Відтак у 2016 році у селі вже не проживало жодного мешканця.
12 червня 2020 року, відповідно до розпорядження Кабінету Міністрів України № 711-р «Про визначення адміністративних центрів та затвердження територій територіальних громад Житомирської області», територію та населені пункти Сімаківської сільської ради включено до складу Барашівської сільської територіальної громади Новоград-Волинського (згодом — Звягельський) району Житомирської області.